# Survivalcraft
A Survivalcraft egy Minecraft-stílusú videójáték, amit Marcin Igor Kalicinski (internetes nevén Kaalus) adott ki a Candy Rufus Games brand alatt. A játék eleinte 2011-ben csak Windows Phone-ra jelent meg, de ma már Androidon, iOS-en, illetve Windowson is. A játéknak van első, illetve második része is, amiben már van a közösség által sokáig várt elválasztott képernyős többjátékos mód, új élőlények, növények, illetve "bútorkészítés" is. Ehhez hozzávetőleg a két játéknak próbaverziói is vannak.

## Játékmenet
Egy új világ elkészítésekor a játékos egy lakatlan szigeten találja magát, ahol a kalóztársai otthagyják egy csapat állat társaságában, hogy ott élje le az élete hátralevő részét. A játékosnak ezúttal mindent magától kell megcsinálnia, szereznie kell fegyvereket, ételt, illetve életben kell maradnia, amíg csak lehetséges.